# Wells Fargo Center (Portland)
Il Wells Fargo Center è un grattacielo situato città di Portland in Oregon negli Stati Uniti.

## Storia
L'edificio venne commissionato dalla First National Bank of Oregon e progettato dallo studio di architettura Charles Luckman and Associates. I lavori di costruzione, iniziati nel 1969, vennero conclusi nel 1972.

## Descrizione
Con un'altezza di 166 metri per 41 piani, il Wells Fargo Center è il grattacielo più alto di Portland e dell'Oregon.